# Eugène Flachat

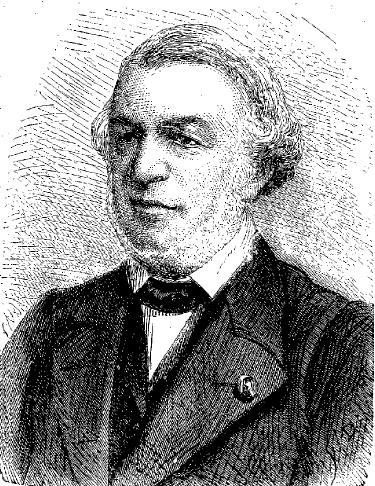
Eugène Flachat

Eugène Flachat (ur. 1802 w Nîmes, zm. 16 czerwca 1873 w Arcachon) – francuski inżynier kolejnictwa.
Pracował nad pierwszą francuską linia kolejową Paryż – Le Pecq a następnie nad linią Paryż – Rouen. Jego nazwisko pojawiło się na liście 72 nazwisk na wieży Eiffla.
Był szefem spółki Compagnie du Chemin de fer de Paris à Saint-Germain. Wraz z bratem skonstruował w 1836 pierwszy dworzec paryski. W roku 1851 przeprojektował paryski dworzec Gare Saint-Lazare.